# Viver i Serrateix
Viver i Serrateix (spanisch Viver y Serrateix) ist ein katalanischer Ort und eine Gemeinde (municipio) mit 175 Einwohnern (Stand: 2024) in der Comarca Berguedà in der Provinz Barcelona in der Autonomen Region Katalonien. Neben dem Hauptort Viver besteht die Gemeinde aus den Ortschaften Sant Joan de Montdarn und Serrateix. Der Verwaltungssitz befindet sich in Serrateix.

## Lage
Viver i Serrateix liegt etwa 80 Kilometer nordnordwestlich von Barcelona in einer Höhe von etwa 970 m in den südlichen Ausläufern der Pyrenäen in der Comarca Berguedà im Norden Kataloniens.

## Bevölkerungsentwicklung
| Jahr      | 1960 | 1970 | 1981 | 1991 | 2001 | 2011 | 2021 |
| Einwohner | 552  | 538  | 235  | 209  | 189  | 177  | 175  |

## Sehenswürdigkeiten
- Burgruine von Viver
- Michaeliskirche in Viver
- Marienkloster von Serrateix, Benediktinerabtei, 1835 geschlossen
- Alte Peterskirche in Serrateix, heutiges Rathaus
- Johanniskirche von Montdarn
- Vinzenzkapelle von Naval
- Martinskapelle von Balaguer

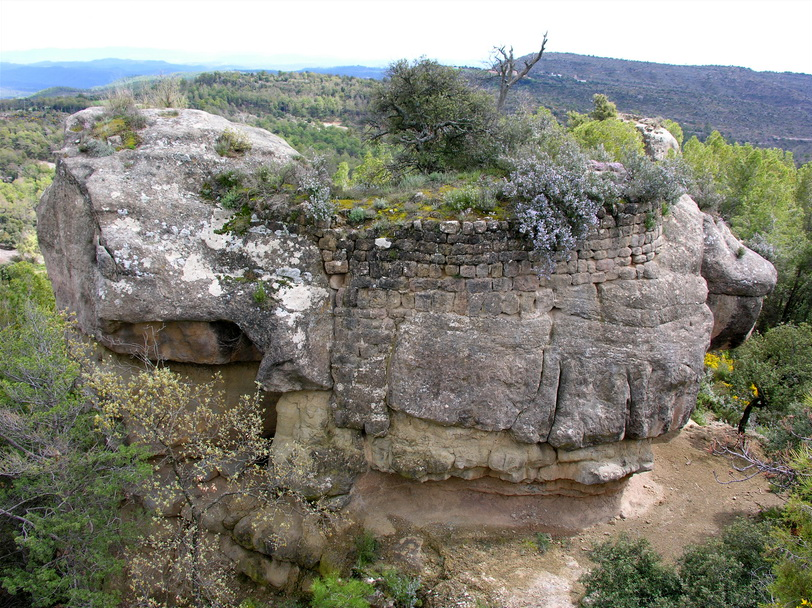
Burgreste von Viver
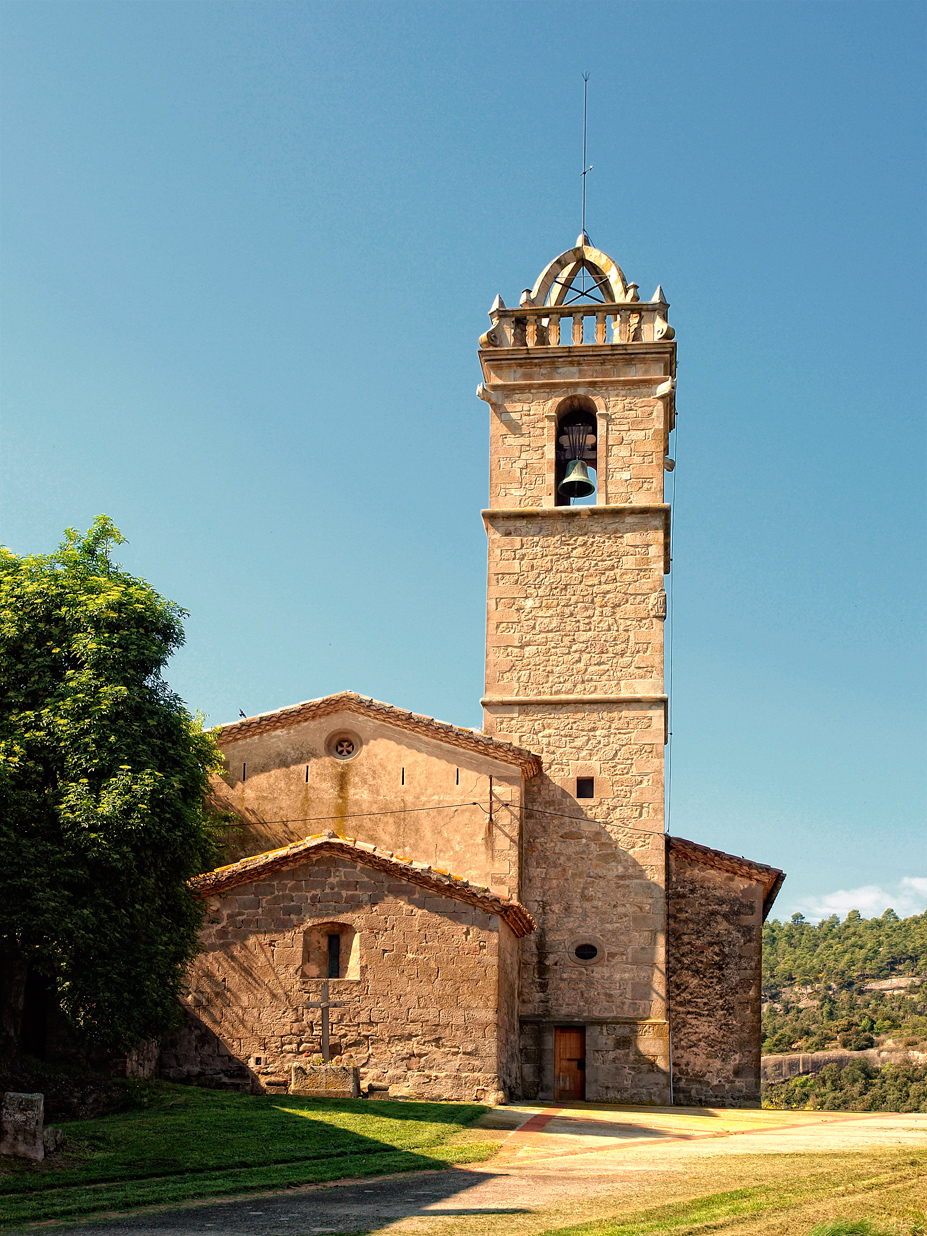
Michaeliskirche
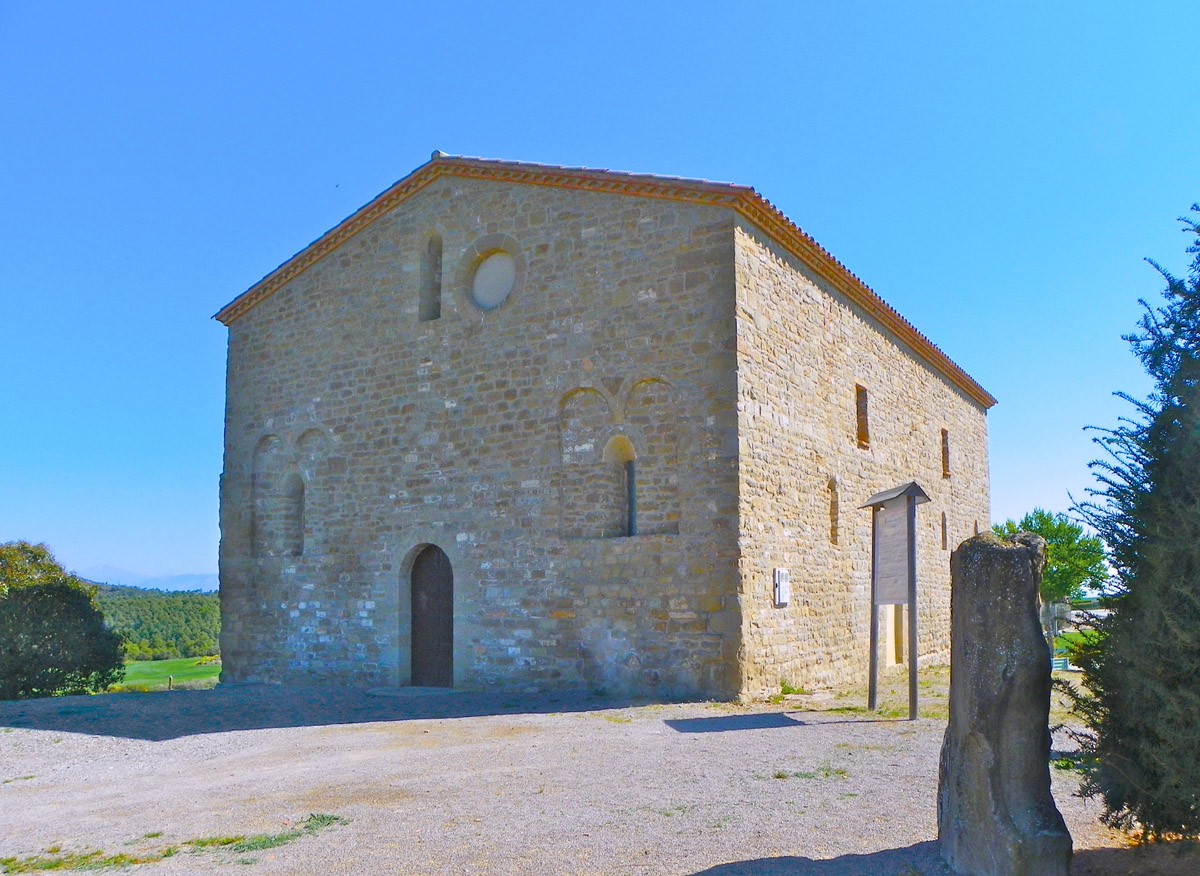
Alte Peterskirche (heute Rathaus)
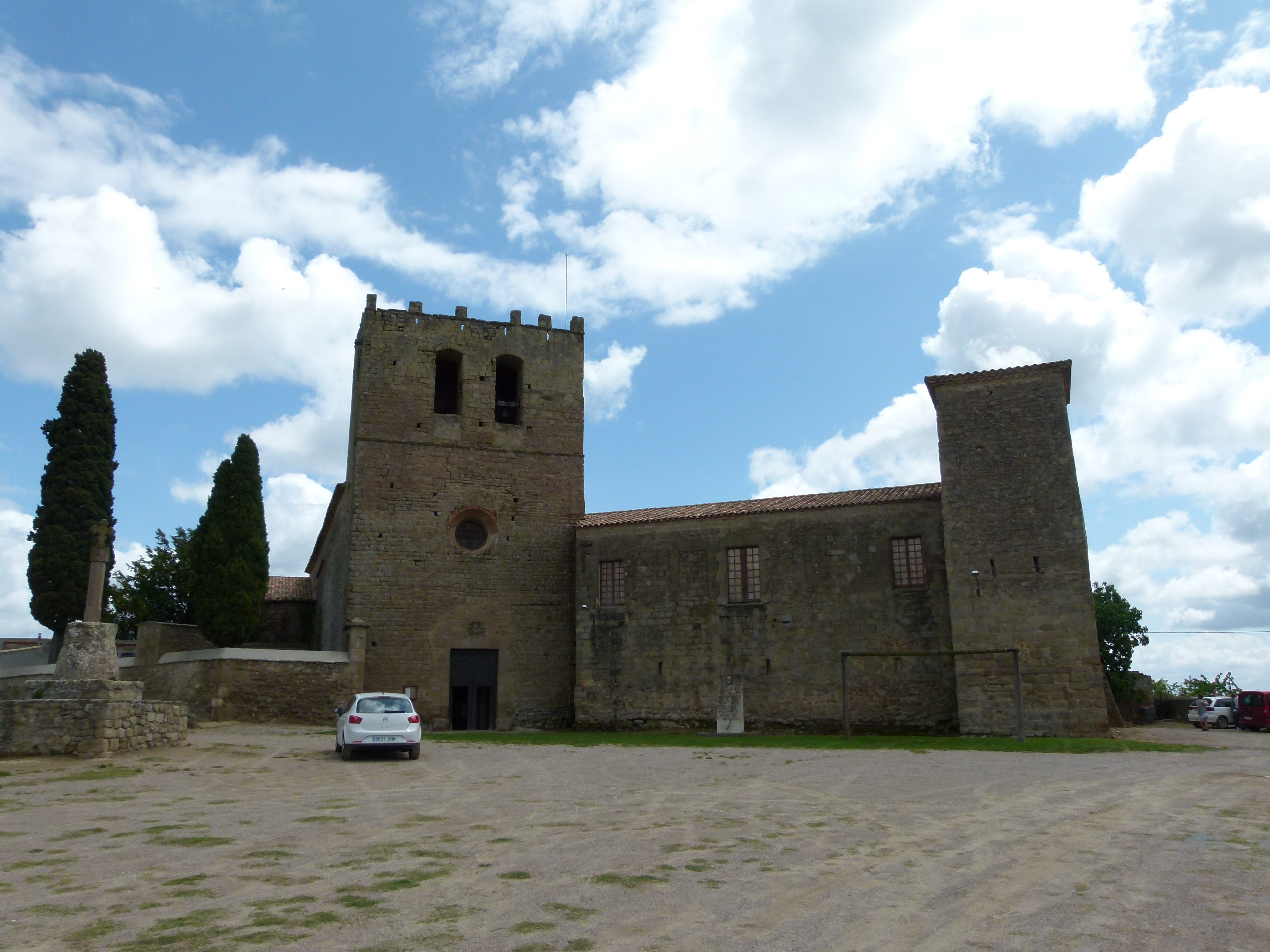
Marienkloster von Serrateix
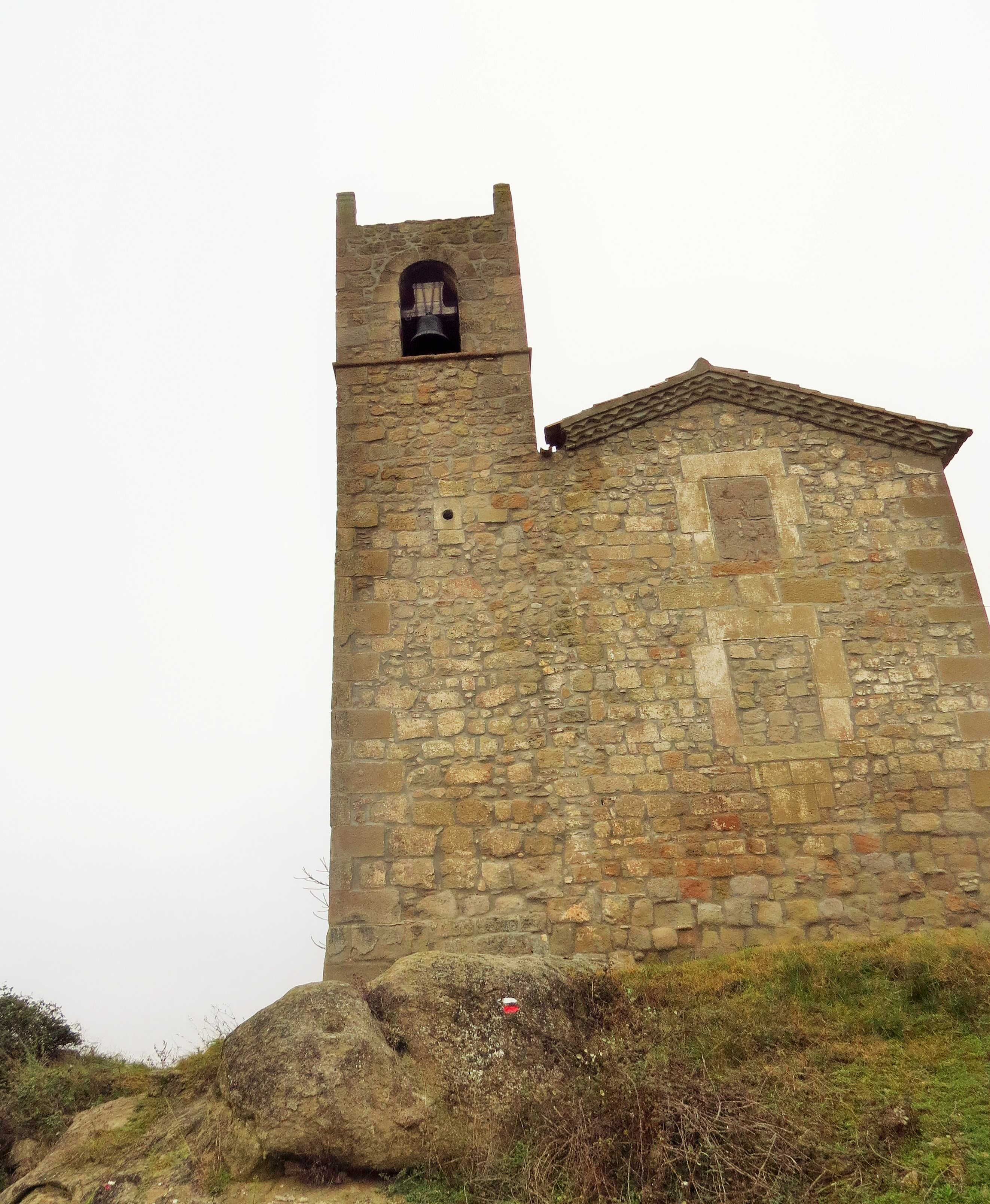
Johanniskirche
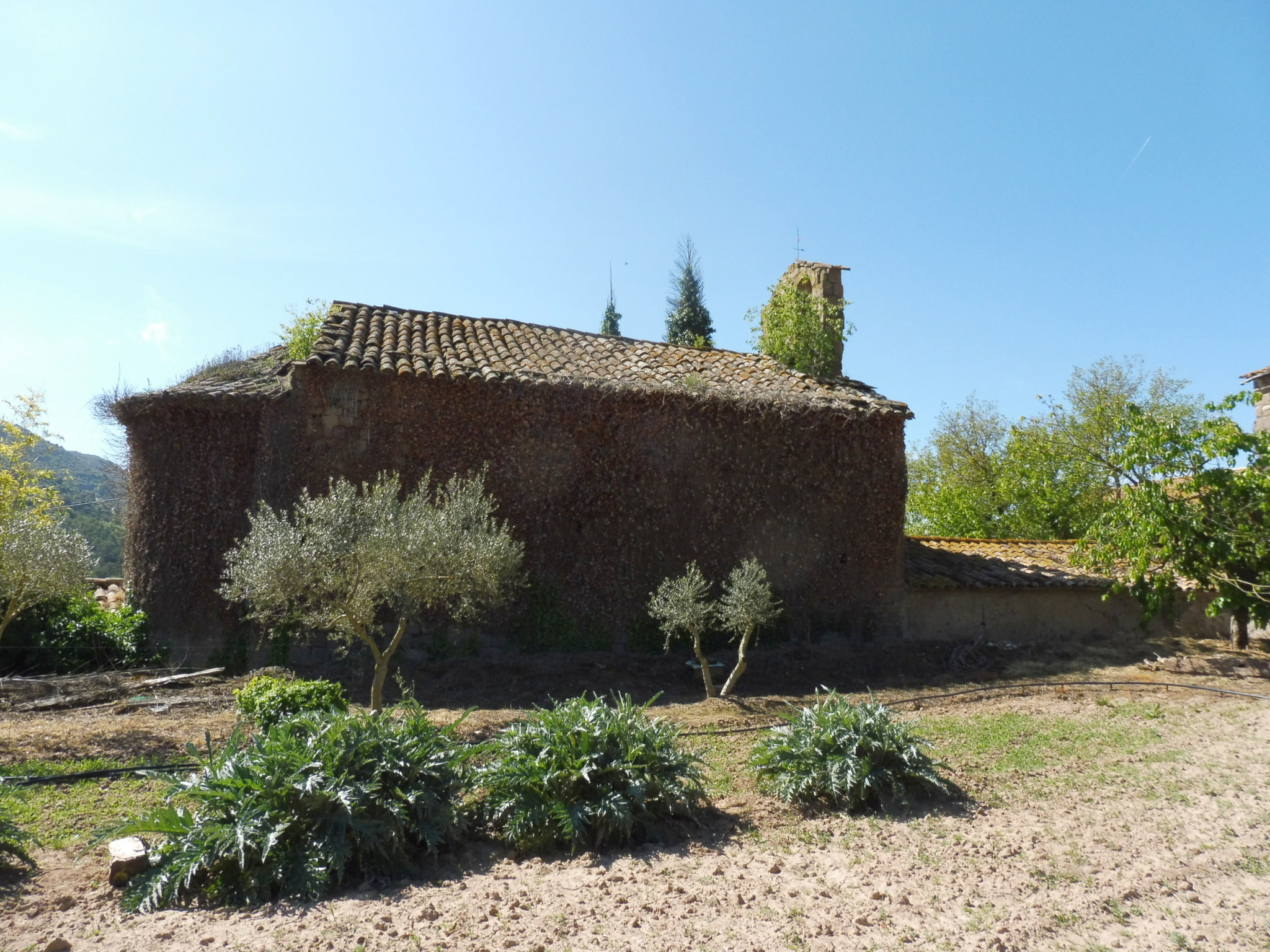
Vinzenzkapelle
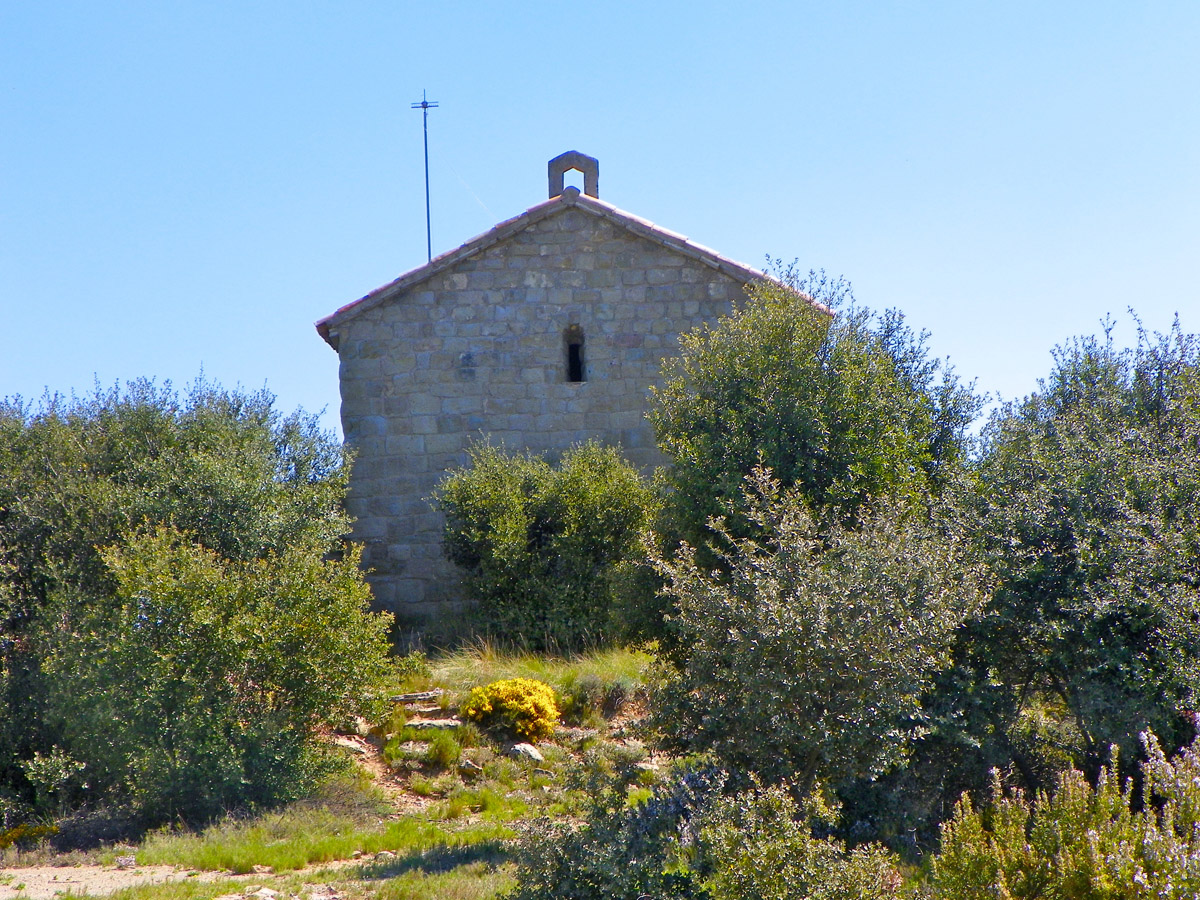
Martinskapelle